# Barrage Grand Inga
Pour les articles homonymes, voir Inga.
Le barrage Grand Inga est un projet hydroélectrique sur le Congo en république démocratique du Congo. Il serait établi à proximité du site des chutes d'Inga dans la province du Bas-Congo, à une trentaine de kilomètres au nord de la ville de Matadi. Deux barrages, Inga I et Inga II existent déjà sur le site.
Il existe un autre projet pour un troisième barrage, dénommé projet Inga III, qui profiterait du site des barrages Inga I et Inga II. Le projet Grand Inga est d'une autre nature, puisque nécessitant d'importants travaux et investissements complémentaires à Inga I, II, et III.

## Inga I, II, et III
Inga I, II, et III ont été ou devraient être construits en rive droite du fleuve, profitant du Nkokolo, une vallée sèche ancien lit du fleuve. Ses berges atteignaient, avant mise sous eau, 150 mètres de haut au niveau des chutes d'Inga, parallèles au site. Il est utilisé pour alimenter en eau Inga I et Inga II, éventuellement Inga III.
Un barrage, le barrage de Shongo, a permis de mettre sous eau le Nkokolo. L'eau est captée à 10 kilomètres en amont du site du barrage Inga II, à une altitude de 125 mètres, pour atteindre 115 mètres au niveau du bief alimentant les barrages Inga I et Inga II. Un canal d'une longueur de quelques centaines de mètres, situé à l'ouest du barrage Inga I (45 mètres de dénivelé, 115-70 mètres), alimente le barrage Inga II (50 mètres de dénivelé, 115-65 mètres). Un canal creusé en amont des deux autres barrages permettrait d'établir le barrage Inga III en contrebas des deux autres, et d'ainsi bénéficier d'un dénivelé de 55 mètres (115-60 mètres). Les trois barrages développeraient ainsi une puissance totale de 6 275 MW à pleine puissance (Inga I et II fonctionnent actuellement à environ 20 % de leur capacité, et Inga III n'existe pas encore).Il devrait être emmené par Three Gorges Corporation (gestionnaire du gigantesque barrage des Trois-Gorges en Chine)

## Grand Inga
Le barrage Grand Inga permettrait quant à lui la constitution d'une centrale d'une puissance de 42 000 MW. Le projet prévoit la construction d’un barrage en amont de la prise d’eau de Nkokolo, qui permettrait de générer une retenue d’eau à une altitude de 200 mètres (contre 125 mètres actuellement au même endroit) dans la vallée de la rivière Bundi, qui serait elle-même barrée quelques kilomètres plus loin par un barrage au niveau de son confluent avec le Congo (actuellement à 45 mètres d’altitude). Entre la retenue d’eau et le fleuve, désormais 155 mètres de dénivelé sur le deuxième fleuve le plus puissant du monde. Une centrale construite là aurait une puissance de 39 000 MW, soit le double du potentiel du barrage des Trois-Gorges sur le Yangzi Jiang, pour un investissement et des coûts écologiques sensiblement moindres qu’aux Trois-Gorges, à Assouan ou Itaipu.
In fine, le total du complexe des barrages d'Inga (parfois dénommé lui-même "Grand Inga") comprendrait quatre unités de production, pour une puissance totale de 45 275 MW répartie comme suit :
- Inga I (fonctionnant actuellement à 20 % de ses capacités, 45 mètres de chute) : 351 MW
- Inga II (fonctionnant actuellement à 20 % de ses capacités, 50 mètres de chute): 1 424 MW
- Inga III (en projet, 55 mètres de chute) : 4 500 MW
- Grand Inga  / centrale de la Bundi (en projet, 155 mètres de chute) : 39 000 MW

Le projet Grand Inga reste très incertain jusqu'en 2013 ; à cette date, l’Afrique du Sud s'engage à acheter plus de la moitié de la production d’électricité du futur barrage, et garantit ainsi une viabilité financière au projet. Toutefois, en 2016, la Banque mondiale suspend son financement, étant en désaccord avec le gouvernement congolais. En juin 2017, ce dernier désigne deux mandataires du projet : Grupo ACS et China Three Gorges Corporation.
En juin 2021, l'entreprise australienne Fortescue Metals Group  est désignée par le gouvernement congolais pour réaliser, sur le mode du partenariat public-privé, le projet de barrage. L'investissement prévu est alors de 80 milliards de dollars. Le groupe australien envisage en effet de verdir ses activités, particulièrement en Afrique, avec des financements d'autres projets en Éthiopie et au Kenya. Le but du barrage est de produire non seulement de l'électricité pour le Congo, d'exporter une partie de la production au nord comme au sud, mais encore de produire de l'hydrogène vert ainsi que de l'ammoniac, exporté ensuite vers les pays européens.

## Opposition au projet
Certains observateurs remettent en cause le projet pour son coût très élevé (estimé entre 80 et 100 milliards de dollars) dans un pays connu pour sa corruption endémique, et qui risque donc de peu profiter à la population. De plus, des milliers d'hectares de forêt seraient immergés, ce qui nuirait grandement à la biodiversité et aux écosystèmes locaux. Il est répondu en revanche que les dégâts liés au développement du projet seraient très largement moindres que les bénéfices dont pourrait en tirer une grande partie de l'Afrique subsaharienne.

## Visualisation du projet du barrage Grand Inga
|                                    |  |                                 |
| Le site actuel : Inga I, II et III |  | Le site en projet : Grand Inga. |